# Aloe asperiuscula
Aloe asperiuscula é uma espécie de liliopsida do gênero Aloe, pertencente à família Asphodelaceae.